# This Week in Tech
This Week in Tech（被稱為TWiT，「本週科技」）是一個每週Podcast，TWiT.tv網絡因此Podcast而得名。它是由利奧·拉伯特和其他前TechTV員工主持，現時由傑森·霍威爾（Jason Howell）製作，內容主要為對於現時互聯網及家用電器科技的評測及討論。TWiT於美國加州佩塔盧馬製作，之前的6年則於附近的一家小屋中錄製。此Podcast的網上直播時間為太平洋標準時間每星期天下午3時。

## 格式
在節目的號碼､名稱､贊助商訊息和主題曲後，拉伯特會介紹本週的嘉賓，讓他們介紹自己及他們最近的工作。節目的主要部分包含一輪討論及辯論，間中會提及本週的科技新聞。節目的格式鼓勵嘉賓及主持人自發深入討論一些與科技不相關的話題，令節目的長度每集都不同，但大部分集數長度為2小時左右。每集均有3至4段廣告，通常是由拉伯特當場讀出，所以即使在廣告時嘉賓亦有互動（例如如果那一週的贊助商是Audible，拉伯特便會邀請嘉賓們介紹一本有聲書）。每集均以每名嘉賓宣傳他們各自的Twitter帳戶及個人網站結束。

## 獎項
TWiT在Podcast Alley、雅虎Podcast和iTunes的Podcast中曾經排名第一。TWiT亦曾於Podcast Awards中取得「人們的選擇」和「最佳科技播客」獎，以及在《時代》的2006年十大Podcast中排名第6。它亦於2007年部落格獎中取得「年度最佳Podcast」獎。

## 外部連結
- This Week in Tech（页面存档备份，存于）（英文）